# Glyptarcidae
Glyptarcidae zijn een uitgestorven familie van tweekleppigen uit de orde Arcida.